# Réo
Réo ist sowohl eine Gemeinde (französisch commune rurale) als auch ein dasselbe Gebiet umfassendes Departement im westafrikanischen Staat Burkina Faso, in der Region Centre-Ouest und der Provinz Sanguié. Die Gemeinde hat in 12 Dörfern und neun Sektoren des Hauptortes 59.779 Einwohner. Réo ist Hauptstadt der Provinz Sanguié.

## Persönlichkeiten
- Anthyme Bayala (1925–1984), römisch-katholischer Geistlicher und Bischof von Koudougou